# ヴェラ兄弟
ヴェラ兄弟（Brothers Vera）は、兄のガーデンデザイナー アンドレ・ヴェラ（Andre Vera、1881年-1971年）と弟のアーティスト ポール・ヴェラ（Paul Vera、1882年-1957年）のフランス人兄弟で、20世紀前半に優れた庭園や絵画作品を多く生み出した人物。
アンドレの生み出す作品で優れたものは、弟とのコラボレーションによるものが多い。ポールは水彩画家、カラーリストそして図案家として知られ、装飾家のように迅速に認識できる彩色家として優れた才をもち、フランス国立セーブル製陶所工房プラーク施釉磁器プレート（1932年）やボーヴェ、オービュッソン・ゴブランやカンペールなどが製造販売するタペストリーやカーペットの図案モデルを作画している。 
ヴェラ兄弟の初期のデザインは、トピアリーなど図形的かつキュビズムスタイルで幾何学的なカリッとした直線が大胆に多く利用され、刺しゅう花壇が一直線で添えられるなど近代的な美学を導入している。その一方でオンフルールの港にあるプライベートガーデンなどでは、貝殻や小石のパスのパターンを使用したデザインがみられる。
庭園は地域根ざしたものであるべきと考え、作庭に植栽される植物にも外来を持ち込むのではなく、土着の植物を活用している。また、建築とアーツアンドクラフツ運動が融合した庭と住宅に興味をもち、デザインガーデンへの導入を志向を信念とした。当時のデザイン潮流をすべて自分のデザインに結びつけていったベラはミシェル・バリドンをして「ルココ・デ・シャネル・アール・デ・ジャルダン（'le Coco Chanel del'art des jardins' ）」といわしめた。
ベラが発行した、ルヌーヴォージャルダン（Le Nouveau Jardin 、1912年） や レス ジャルダン（Les Jardins、1919年）に掲載されたアイデアあふれる庭は当時モダンな鮮やかさを与えていた。 
1920年からは、サンジェルマン・アン・レイエ市のテーテルバイドに落ち着く。この時期兄弟の作品はアールデコ運動の影響を与え、鏡を用いる視覚的な拡張を試みた幾何学的庭園をパリ万国博覧会 (1925年)に出展する。 
1927年以降は、彼らのスタイルは幾何学キュビズムスタイルを放棄し、自由曲線を多用し自然からのインスピレーションから得た特徴的なデザインがテーマとなる。 その後アンドレ・マレとルイス・スーらフランスのアート会社の顧客らは現代と伝統が結合した新しい概念やインテリアのデザインを志向し、ベラ兄弟はそのプロジェクトに継続的に関わり合う。
1957年ポールの死後、アンドレは1968年にサンジェルマン・アン・レイの町へポールの主要作品を寄付した。
こうして1971年には、ベラ記念館がオープンする。2004年には資料館としてこれを寄贈。
兄弟の活動がみられる専用のスペースを新たに常備し2009年に公開。 